# Erica Boyer
Erica Boyer, nascida como Amanda Margaret Jensen (22 de dezembro de 1956 em Andalusia, Alabama - 31 de dezembro de 2009 em Panama City Beach, Flórida) foi uma atriz pornográfica estadunidense. Ela foi induzida ao AVN Hall of Fame. e ao XRCO Hall of Fame.

## Infância
Boyer foi filha de Joseph Breckenridge Gantt (Joe Breck Gantt), outrora xerife no Condado de Covington, e que atuou como assistente de acusação da promotoria contra Collie Wilkens, pelo assassinato da ativista de direitos civis Viola Liuzzo em 25 de março de 1965.

## Carreira
Começou trabalhando em San Francisco dançando e fazendo performances sexuais ao vivo. Erica Boyer apareceu em 184 filmes após estrelar em sua carreira pornográfica com Beyond De Sade. Retirou-se brevemente e retornou para trabalhar com Marilyn Chambers novamente em Dark Chambers. Por um tempo, ela trabalhou no ramo de massagem terapêutica em Cocoa Beach e fez trabalho voluntário como maquiadora de palhaços.

## Vida Pessoal
Ela foi casada por pouco tempo com Rand Gauthier (nome artístico: Austin Moore) no final da década de 1980. Seu segundo marido foi o ex-jogador da NFL Derrick Jensen. Eles tiveram um filho, Davis, que tinha 12 anos de idade no dia de sua morte. Boyer era descrita por aqueles que a conheciam como uma bissexual com inclinação ao lesbianismo. Sua amiga pessoal, Nina Hartley dizia que ela e Erica Boyer, era um verdadeiro casal de atrizes lésbicas da indústria pornográfica. Em uma entrevista de 1989 à revista Hustler, Boyer disse ser exclusivamente lésbica fora do set e que apenas fazia cenas heterossexuais por dinheiro.

## Morte
Faleceu em um acidente automobilístico durante o Reveillon de 2009, com 53 anos de idade. Ela morreu instantaneamente, quando foi atingida por um indivíduo dirigindo um 2001 Hyundai de 4 portas.

## Prêmios
- 1985 XRCO Prêmio por cena lésbica mais lasciva em Body Girls (com Robin Everett)[13]
- AVN Hall da Fama
- XRCO Hall da Fama